# آنری پلیسیه
آنری پلیسیه (تلفظ می‌شود [ɑ̃. ʁi pe.li.sje]؛ ۲۲ ژانویهٔ ۱۸۸۹–۱ مهٔ ۱۹۳۵) رکابزن فرانسوی بود که در رشتهٔ دوچرخه‌سواری جاده فعالیت می‌کرد. مهمترین دستاورد او قهرمانی در تور دو فرانس ۱۹۲۳ بود. او توسط معشوقه‌اش با سلاحی که همسرش خودکشی کرده‌بود، کشته شد.

## فعالیت حرفه‌ای
پلیسیه سه برادر داشت که دو نفر از آن‌ها دوچرخه‌سوار حرفه‌ای شدند. او دوچرخه‌سواری حرفه‌ای را در سال ۱۹۱۱ آغاز کرد و پیش از جنگ جهانی اول، پیروزی‌های مهمی مانند تور لمباردی در سال‌های ۱۹۱۱ و ۱۹۱۲، میلان–سانرمو در سال ۱۹۱۲ و سه مرحله از تور دو فرانس ۱۹۱۴ به دست آورد. البته در تور ۱۹۱۴ با فاصلهٔ کمتر از ۲ دقیقه نسبت به فیلیپ تیس، دوم شد.
پس از جنگ، او به مسابقات بازگشت و در سال ۱۹۱۹ برندهٔ پاریس–روبه شد. در سال‌های ۱۹۱۹ و ۱۹۲۰ در تور دو فرانس شرکت کرد. هرچند که هر بار در میانهٔ مسابقه، از ادامهٔ تور کناره‌گیری کرد؛ ولی سه پیروزی مرحله‌ای به دست آورد. در پاریس–روبهٔ ۱۹۲۱، آنری و برادرش فرانسیس از حامی مالی خود درخواست کردند پول بیشتری نسبت به سایر رکابزنان به آنان بپردازد. حامی مالی با این درخواست مخالفت کرد و آنان به صورت انفرادی و بدون حمایت تیمی در مسابقه شرکت کردند.
پلیسیه در تور ۱۹۲۱ و ۱۹۲۲ شرکت نکرد؛ ولی در سال ۱۹۲۳، به همراه برادرش فرانسیس در تور دو فرانس شرکت کرد. در مرحلهٔ سوم، آنری و برادرش جلوتر از سایر رکابزنان از خط پایان گذشتند و رتبه‌های اول و دوم را به دست آوردند. در پایان مرحلهٔ هشتم، آنری به رتبهٔ سوم رده‌بندی اصلی صعود کرد. او مرحلهٔ دهم در آلپ را در حالی آغاز کرد که بیش از ۲۹ دقیقه عقب‌تر از اوتاویو بوتکیا و ۱۲ دقیقه عقب‌تر از ژان آلاووان بود. او در مسیر کوهستانی این مرحله فرار کرد و با فاصلهٔ بیش از ۵ دقیقه نسبت به نفر دوم برنده شد. همچنین توانست اختلاف خود با بوتکیا و آلاووان را جبران کند و به رهبری تور دست یابد. در پایان این مرحله، پلیسیه ۱۱ دقیقه جلوتر از آلاووان و ۱۳ دقیقه جلوتر از بوتکیا بود. در مرحلهٔ بعدی که باز هم کوهستانی بود، مانند مرحلهٔ ۳ به همراه برادرش فرار کرد و با اختلاف بیش از ۸ دقیقه نسبت به نفر سوم، برنده شد تا فاصلهٔ خود با بوتکیا در رتبهٔ دوم را به ۲۹ دقیقه برساند. او توانست در مراحل بعدی به خوبی از مقام خود دفاع کند و در پایان مسابقه، قهرمانی تور دو فرانس را در سن ۳۴ سالگی به دست آورد.

## بازنشستگی
آخرین حضور پلیسیه در تور دو فرانس در سال ۱۹۲۵ انجام گرفت که نتوانست مسابقه را به پایان برساند. او در سال ۱۹۲۷ به دوچرخه‌سواری خود پایان داد. سپس در سال ۱۹۲۹ به عنوان موتورسوار تنظیم‌کنندهٔ سرعت و مربی تیم به دوچرخه‌سواری بازگشت؛ ولی موفقیت چندانی به دست نیاورد.

## مرگ
لئونی، همسر اول پلیسیه، در سال ۱۹۳۳ با اسلحه خودکشی کرد. سه سال بعد، پلیسیه با دختری به نام کامیل تارو که ۲۰ سال از او کوچکتر بود، رابطه برقرار کرد. پلیسیه دست‌کم یک بار او را با چاقو تهدید کرده‌بود. در نخستین روز ماه مهٔ ۱۹۳۵، پلیسیه و کامیل در آشپزخانهٔ ویلای خود در فورشرول در نزدیکی دامپیر درگیر شدند و پلیسیه چاقویی به سوی کامیل پرتاب کرد که صورت او را برید. کامیل به اتاق خواب رفت و رولوری که لئونی با آن خودکشی کرده‌بود، برداشت. سپس به آشپزخانه بازگشت و ۵ بار به پلیسیه شلیک کرد. یکی از گلوله‌ها به شریان کاروتید پلیسیه اصابت کرد.
دادگاه کامیل یک سال بعد آغاز شد. او ادعا کرد که در دفاع از خود، پلیسیه را به قتل رسانده‌است و دادگاه در ۲۶ مهٔ ۱۹۳۶ او را به یک سال حبس تعلیقی محکوم کرد.

## نتایج در گرند تورها
| گرند تور        | ۱۹۱۲     | ۱۹۱۳     | ۱۹۱۴    | ۱۹۱۵    | ۱۹۱۶    | ۱۹۱۷    | ۱۹۱۸    | ۱۹۱۹     | ۱۹۲۰     | ۱۹۲۱    | ۱۹۲۲    | ۱۹۲۳    | ۱۹۲۴     | ۱۹۲۵     |
| جیرو دیتالیا    | نرفت     | نرفت     | نرفت    | ناموجود | ناموجود | ناموجود | ناموجود | نرفت     | نرفت     | نرفت    | نرفت    | نرفت    | نرفت     | نرفت     |
| پیروزی در مراحل | —        | —        | —       | ناموجود | ناموجود | ناموجود | ناموجود | —        | —        | —       | —       | —       | —        | —        |
| تور دو فرانس    | ناتمام-۴ | ناتمام-۶ | ۲       | ناموجود | ناموجود | ناموجود | ناموجود | ناتمام-۵ | ناتمام-۵ | نرفت    | نرفت    | ۱       | ناتمام-۳ | ناتمام-۴ |
| پیروزی در مراحل | ۰        | ۱        | ۳       | ناموجود | ناموجود | ناموجود | ناموجود | ۱        | ۲        | —       | —       | ۳       | ۰        | ۰        |
| ووئلتا اسپانیا  | ناموجود  | ناموجود  | ناموجود | ناموجود | ناموجود | ناموجود | ناموجود | ناموجود  | ناموجود  | ناموجود | ناموجود | ناموجود | ناموجود  | ناموجود  |
| پیروزی در مراحل | ناموجود  | ناموجود  | ناموجود | ناموجود | ناموجود | ناموجود | ناموجود | ناموجود  | ناموجود  | ناموجود | ناموجود | ناموجود | ناموجود  | ناموجود  |

| ۱        | برنده                               |
| ۲–۳      | سه نفر اول                          |
| ۴–۱۰     | ده نفر اول                          |
| ۱۱–      | گذر از خط پایان                     |
| نرفت     | در مسابقه شرکت نکرد                 |
| ناتمام-x | به پایان نرساند (انصراف در مرحله x) |
| DNS-x    | آغاز نکرد (عدم شرکت در مرحله x)     |
| اخراج    | اخراج شد                            |
| ناموجود  | مسابقه/رده‌بندی انجام نشد            |
| بی‌رتبه   | در رده‌بندی گنجانده نشد              |